# Matías Agustín Moreno
Matías Agustín Moreno (Córdoba, Argentina; 30 de enero de 2004) es un futbolista argentino. Juega como defensor central en el Levante U. D. de la Primera División de España, cedido desde la ACF Fiorentina de la Serie A.

## Trayectoria
Promovido al primer equipo de Belgrano por su gran participación en la Reserva que finaliza subcampeona del 
Torneo de Reserva 2022 donde jugó 21 partidos, marcó 9 goles y dio 7 asistencias 
Debutó a sus 19 años y de titular, el 16 de julio de 2022 ante C. A. Belgrano por la fecha 24 de la Liga Profesional siendo Guillermo Farré el director técnico. La fecha anterior había integrado el banco de suplentes. En la primera de Belgrano llegó a jugar 36 partidos.
Fue transferido al A.C.F. Florentina por un monto cercano a los US$ 5.500.000 más $1.332.000 por objetivos, sin mencionar que se aseguraron un 10% de plusvalía en caso de venta por un monto superior a los US$ 5.000.000.
El 11 de julio de 2025, Matías Moreno y la Fiorentina acordaron la cesión del jugador al Levante de España.

## Clubes
| Club           | País      | Período   | PJ | Anotado |
| -------------- | --------- | --------- | -- | ------- |
| Belgrano       | Argentina | 2022-2024 | 36 | 0       |
| ACF Fiorentina | Italia    | 2024-Act. | 12 | 0       |
| Levante U. D.  | España    | 2025-Act. | 1  | 0       |